# Nikolaus Casseder
Nikolaus Casseder OFMCap (* 1767; † 1823) war römisch-katholischer Priester und gehörte dem Orden der Kapuziner an.

## Leben
Nikolaus Casseder trat dem Orden der Kapuziner in Bamberg bei. Zu Beginn des 19. Jahrhunderts gab er ganz im Sinne der neu erstarkten katholischen Bewegung und deren Hinwendung zu mittelalterlicher und mystischer Theologie einige Werke der alten Mystiker der katholischen Kirche neu heraus.

## Werke
- Sieben kleinere Schriften des heiligen Kirchenlehrers Bonaventura. Frankfurt, Hermann, 1824
- Johann Tauler’s Nachfolgung des armen Lebens Christi. Neu herausgegeben von Nikolaus Casseder. Frankfurt am Main, Hermann 1821 Digitalisat
- Nachfolgung des armen Lebens Christi. Nach dem Ur-Texte, neu bearb. u. Hrsg. von Nikolaus Casseder, Luzern: Anich, 1823
- Johann Tauler’s Medulla animae, oder von der Vollkommenheit aller Tugenden, Nebst zehn Briefen gleichen Inhalts des heiligen Johannes vom Kreuz, Übersetzt und bearbeitet von Nikolaus Casseder, Lucern, Anich, 1823
- Des ehrwürdigen Albert des Großen goldenes Büchlein: wie man Gott anhangen soll, Aus d. Lat. durch Nic. Casseder Köln, Heberle, 1851
- Schriften des heiligen Makarius des Großen aus Egypten : nach d. von J. G. Pritius im Jahre 1698 in Leipzig gedr. griech.- u. lat. Ausgabe, Bamberg, Kunz, 1819

| Personendaten    | Personendaten                               |
| ---------------- | ------------------------------------------- |
| NAME             | Casseder, Nikolaus                          |
| KURZBESCHREIBUNG | römisch-katholischer Priester und Kapuziner |
| GEBURTSDATUM     | 1767                                        |
| STERBEDATUM      | 1823                                        |